# Ruellia geayi
Ruellia geayi är en akantusväxtart som först beskrevs av Raymond Benoist, och fick sitt nu gällande namn av E.A.Tripp. Ruellia geayi ingår i släktet Ruellia och familjen akantusväxter. Inga underarter finns listade i Catalogue of Life.